# Вернебисово
Вернеби́сово (Верниби́сово) — деревня в Смоленской области России, в Кардымовском районе. Расположена в центральной части области в 15 км к юго-востоку от Кардымова, на правом берегу Днепра. Население — 19 жителей (2007 год). Входит в состав Тюшинского сельского поселения.

## История
До 1859 года деревня была владельческой деревней при реке Днепр, 8 дворов, 119 жителей. В 1904 году деревня входит в состав Цуриковской волости Смоленского уезда, 47 дворов, 301 житель, 2 лавки. В 1941 году в деревне возник подпольный госпиталь. Позднее в 1941—1942 годах в деревне действовала подпольная группа, созданная старшим лейтенантом Л. И. Симоненковым.

## Транспорт
В 1 км юго-западнее деревни расположена железнодорожная станция «Приднепровская» на линии Духовская — Занозная, открытая в 1899 году.